# Seawaymax

Vergelijking van de maximale omvang van schepen op diverse vaarwegen.

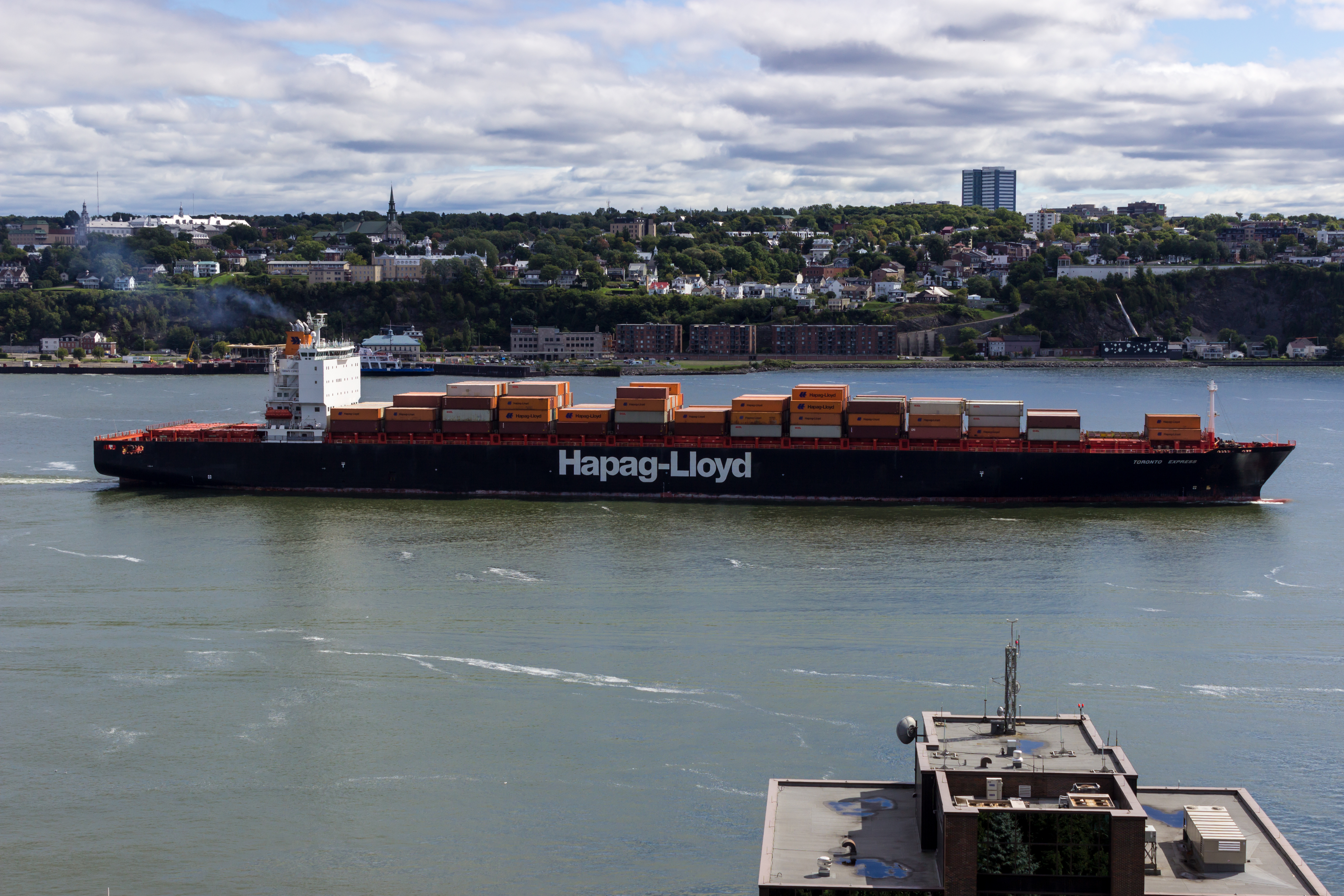
De Toronto Express van Hapag-Lloyd, een voorbeeld van een Seawaymax schip hier gezien op de Saint Lawrence Seaway.

De term Seawaymax heeft betrekking op schepen die de maximale grootte hebben om nog door de sluizen van de Saint Lawrence Seaway te kunnen. Seawaymax schepen zijn maximaal 225,5 meter lang en 23,2 meter breed. De maximale breedte kan in uitzonderlijke gevallen worden vergoot naar 23,8 meter. De schepen mogen vanaf de waterlijn niet hoger dan 35,5 meter zijn. Een aantal Lakers die de Grote Meren (Great Lakes) bevaren zijn groter dan deze afmetingen en kunnen de sluizen naar de Atlantische Oceaan niet passeren.
Aframax · Baltimax · Chinamax · Dunkirkmax · Handymax · Japanamax · Kamsarmax · Medimax · Newcastlemax · Panamax · Saimax · Seawaymax · Setouchmax · Suezmax · Valemax